# Figulus weinreichi
Figulus weinreichi là một loài bọ cánh cứng trong họ Lucanidae. Loài này được Bomans mô tả khoa học năm 1986.